# Peter Ratican
Peter Joseph Ratican (Saint Louis, Missouri, 13 d'abril de 1887 - Saint Louis, 20 de novembre de 1922) va ser un futbolista estatunidenc que va competir a primers del segle xx. El 1904 va prendre part en els Jocs Olímpics de Saint Louis, on guanyà la medalla de plata en la competició de futbol com a membre del Christian Brothers College.
Posteriorment jugà professionalment al futbol en diferents equips de la St. Louis Soccer League i guanyà els títols de 1915 a 1918 i 1920, i la National Challenge Cup el 1920. Morí amb sols 35 anys per culpa d'un tumor cerebral.